# Ophrys sulcata
Ophrys sulcata is een Europese orchidee. De soort wordt ook wel bruine ophrys genoemd, alhoewel die naam op alle soorten van de Ophrys fusca-groep slaat. De plant wordt gekenmerkt door een bruine bloemlip die door een longitudinale groef in twee verdeeld is.
Het is een soort van Zuidwest-Frankrijk en het noorden van Spanje en Italië.

## Naamgeving enetymologie
- Synoniem: Ophrys fusca subsp. minima Balayer (1986), Ophrys funerea Viv. (1824)
- Nederlands: Bruine orchis
- Frans: Ophrys silloné

De botanische naam Ophrys stamt uit het Oudgrieks en betekent 'wenkbrauw', wat zou moeten slaan op de behaarde lip. De naam wordt reeds gebruikt door Plinius de oudere (23–79 v.Chr.) in zijn Naturalis Historia, alhoewel hij er waarschijnlijk een andere plant mee aanduidde. De soortaanduiding sulcata betekent 'groef', en refereert aan de groef in de bloemlip.

## Determinatie

### Plant
Ophrys sulcata is een overblijvende, niet-winterharde geofyt. Het is een kleine (maximaal 20 cm) maar forse plant met één tot vier kleine tot middelgrote, weinig opvallende groen en bruine bloemen in een korte, dichtbebloemde aar.

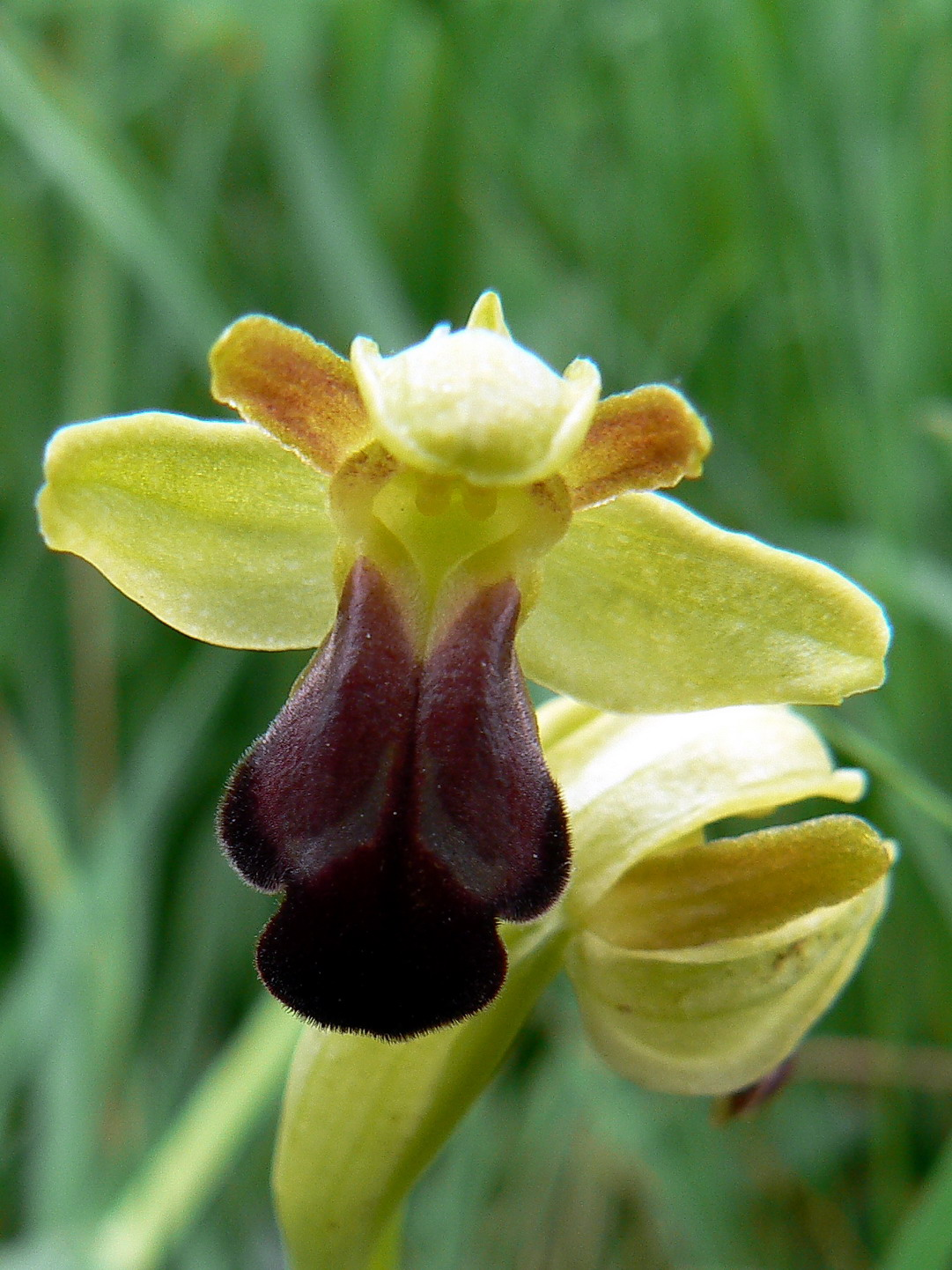
Detail bloem

### Bloemen
De bloemen zijn tot 2 cm groot, met lichtgroene kelkbladen waarvan het bovenste als een afdakje over het gynostemium gebogen is. De bovenste kroonbladen zijn kleiner, smaller en eveneens groen.
De lip is veel groter dan de andere bloembladen, drielobbig, met kleine zijlobben, iets langer dan breed, licht convex, bruin fluweelachtig behaard. De middenlob heeft aan de basis een opvallende longitudinale groef, die tot in het centrale gedeelte loopt, en is aan de top licht V-vormig gespleten. Het speculum bestaat uit twee losse delen aan beide kanten van de groef en is blauw, grijs of rood aangelopen. De lip heeft een smalle gele of witte rand. Er is geen aanhangsel.
De bloeitijd is van eind april tot juni.

## Voortplanting
Ophrys sulcata wordt bestoven door verschillende soorten zandbijen uit het geslacht Andrena.
Voor details van de voortplanting, zie spiegelorchis.

## Ecologie
Ophrys sulcata geeft de voorkeur aan kalkrijke, vochtige bodems op zonnige tot halfbeschaduwde plaatsen, zoals kalkgraslanden en vochtige weilanden. In middelgebergte komt de soort voor tot op hoogtes van 1000 m.

## Verspreiding
Ophrys sulcata komt plaatselijk algemeen voor in het zuidoosten van Frankrijk, van Bretagne tot Alpes-Maritimes, in het noorden van Spanje, het noorden van Italië en in Istrië. Ze is zeer zeldzaam in het Middellandse Zeegebied zelf.

## Verwantschap en gelijkende soorten
Ophrys sulcata wordt samen met een aantal sterk gelijkende soorten met bruine bloemen tot een groep binnen het geslacht Ophrys gerekend, de groep Ophrys fusca of Ophrys obaesa. Andere taxonomen beschouwen deze soorten als ondersoorten van Ophrys fusca. Het is de meest verspreidde soort van deze groep.
Buiten deze soorten is er door de opvallende longitudinale groef in de lip nauwelijks verwarring met andere orchideeën mogelijk.

## Bedreiging en bescherming
De belangrijkste bedreigingen zijn het verlies van hun habitat (kalkgraslanden) door omzetting naar landbouwgronden, door bemesting en door verbossing en verstruweling.